# Conus bocki
Conus bocki é uma espécie de gastrópode do gênero Conus, pertencente a família Conidae.